# Lista de presidentes da Assembleia Legislativa de Santa Catarina
Esta é uma lista de presidentes da Assembleia Legislativa de Santa Catarina, desde sua fundação em 1835.
| N°                                                                                              | Presidente                          | Imagem                  | Partido                                          | Início do Mandato        | Término do Mandato      | Observações                                                                                           |
| Período Monárquico (1835-1889)                                                                  |                                     |                         |                                                  |                          |                         | |
| 1                                                                                               | Manuel Paranhos                     |                         | Partido Liberal PL                               | 1° de Janeiro de 1835    | 31 de dezembro de 1835  | Presidente eleito em sufrágio indireto                                                                |
| 2                                                                                               | Miguel de Sousa Alvim               |                         | Partido Conservador PCN[carece de fontes?]       | 1° de Janeiro de 1836    | 31 de Dezembro de 1837  | Presidente eleito em sufrágio indireto                                                                |
| 3                                                                                               | Manuel Paranhos                     |                         | Partido Liberal PL                               | 1° de Janeiro de 1838    | 8 de Outubro de 1838    | Presidente eleito em sufrágio indireto                                                                |
| 4                                                                                               | Miguel de Sousa Alvim               |                         | Partido Conservador PCN[carece de fontes?]       | 8 de Outubro de 1838     | 31 de Dezembro de 1840  | Presidente eleito em sufrágio indireto                                                                |
| 5                                                                                               | Jerônimo Coelho                     |                         | Partido Conservador PCN[carece de fontes?]       | 1° de Janeiro de 1841    | 26 de Junho de 1842     | Presidente eleito em sufrágio indireto                                                                |
| 6                                                                                               | Tomás Silveira de Sousa             |                         | Partido Liberal PL                               | 27 de Junho de 1842      | 31 de Dezembro de 1846  | Presidente eleito em sufrágio indireto                                                                |
| 7                                                                                               | Severo Amorim do Vale               |                         | Partido Liberal PL                               | 1° de Janeiro de 1847    | 31 de Dezembro de 1849  | Presidente eleito em sufrágio indireto                                                                |
| 8                                                                                               | José Pereira Sarmento               |                         | Partido Conservador PCN[carece de fontes?]       | 1° de Janeiro de 1850    | 25 de Janeiro de 1854   | Presidente eleito em sufrágio indireto                                                                |
| 9                                                                                               | Francisco de Sousa Coutinho         |                         | Partido Liberal PL                               | 26 de Janeiro de 1854    | 7 de Agosto de 1855     | Presidente eleito em sufrágio indireto                                                                |
| 10                                                                                              | Joaquim Gomes Paiva                 |                         | Partido Social Popular PSP                       | 8 de Agosto de 1855      | 16 de Setembro de 1856  | Presidente eleito em sufrágio indireto                                                                |
| 11                                                                                              | Marcelino Antônio Dutra             |                         | Partido Liberal PL                               | 17 de Setembro de 1856   | 31 de Dezembro de 1857  | Presidente eleito em sufrágio indireto                                                                |
| 12                                                                                              | Francisco Paes                      |                         | Partido Social Popular PSP                       | 1° de Janeiro de 1858    | 31 de Dezembro de 1860  | Presidente eleito em sufrágio indireto                                                                |
| 13                                                                                              | Marcelino Antônio Dutra             |                         | Partido Liberal PL                               | 1° de Janeiro de 1861    | 31 de Dezembro de 1862  | Presidente eleito em sufrágio indireto                                                                |
| Não se reuniu a sessão legislativa de 1863, recusando-se os deputados a comparecer (1863-1864). |                                     |                         |                                                  |                          |                         | |
| 14                                                                                              | Tomás Silveira de Sousa             |                         | Partido Liberal PL                               | 15 de Fevereiro de 1864  | 14 de Fevereiro de 1865 | Presidente eleito em sufrágio indireto                                                                |
| 15                                                                                              | Francisco José de Oliveira          |                         | Partido Social Popular PSP                       | 15 de Fevereiro de 1865  | 19 de Fevereiro de 1866 | Presidente eleito em sufrágio indireto                                                                |
| 16                                                                                              | Tomás Silveira de Sousa             |                         | Partido Liberal PL                               | 20 de Fevereiro de 1866  | 19 de Fevereiro de 1867 | Presidente eleito em sufrágio indireto                                                                |
| 17                                                                                              | Francisco Paes                      |                         | Partido Social Popular PSP                       | 20 de Fevereiro de 1867  | 19 de Fevereiro de 1868 | Presidente eleito em sufrágio indireto                                                                |
| 18                                                                                              | Joaquim Gomes Paiva                 |                         | Partido Social Popular PSP                       | 20 de Fevereiro de 1868  | 19 de Fevereiro de 1869 | Presidente eleito em sufrágio indireto                                                                |
| 19                                                                                              | Affonso de Mello                    |                         | Partido Conservador PCN[carece de fontes?]       | 20 de Fevereiro de 1869  | 3 de janeiro de 1870    | Presidente eleito em sufrágio indireto                                                                |
| 20                                                                                              | Manuel da Fonseca Galvão            |                         | Partido Conservador PCN[carece de fontes?]       | 4 de janeiro de 1870     | 9 de janeiro de 1871    | Presidente eleito em sufrágio indireto                                                                |
| 21                                                                                              | Luís Ferreira Mello                 |                         | Partido Conservador PCN[carece de fontes?]       | 10 de janeiro de 1871    | 31 de Dezembro de 1873  | Presidente eleito em sufrágio indireto                                                                |
| 22                                                                                              | Martinho Braga                      |                         | Partido Conservador PCN[carece de fontes?]       | 1° de Janeiro de 1874    | 31 de Dezembro de 1875  | Presidente eleito em sufrágio indireto                                                                |
| 23                                                                                              | Manuel José de Oliveira             |                         | Partido Social Popular PSP                       | 1° de Janeiro de 1876    | 31 de Dezembro de 1877  | Presidente eleito em sufrágio indireto                                                                |
| Não se reuniu a Assembleia Legislativa, não tendo sequer eleito a mesa diretora (1878-1879).    |                                     |                         |                                                  |                          |                         | |
| 24                                                                                              | Olímpio Adolfo de Sousa Pitanga     |                         | Partido Liberal PL                               | 1° de Janeiro de 1880    | 4 de abril de 1882      | Presidente eleito em sufrágio indireto                                                                |
| 25                                                                                              | Antônio Luís Ferreira de Mello      |                         | Partido Conservador PCN[carece de fontes?]       | 5 de abril de 1882       | 27 de janeiro de 1883   | Presidente eleito em sufrágio indireto                                                                |
| 26                                                                                              | Alexandre Ernesto Cercal            |                         | Partido Conservador PCN[carece de fontes?]       | 28 de janeiro de 1883    | 31 de Dezembro de 1884  | Presidente eleito em sufrágio indireto                                                                |
| —                                                                                               | Fernando Abbott                     |                         | Partido Social Popular PSP                       | 1° de Janeiro de 1885    | 4 de Maio de 1886       | Vice-Presidente do cargo de titular interinamente                                                     |
| 27                                                                                              | Fernando Hackradt Jr                |                         | Partido Liberal PL                               | 5 de Maio de 1886        | 18 de Maio de 1887      | Presidente eleito em sufrágio indireto                                                                |
| 28                                                                                              | Antônio Pereira da Silva e Oliveira |                         | Partido Republicano Catarinense PRC              | 19 de Maio de 1887       | 20 de Maio de 1888      | Presidente eleito em sufrágio indireto                                                                |
| 29                                                                                              | Abdon Batista                       |                         | Partido Republicano Catarinense PRC              | 21 de Maio de 1888       | 19 de Novembro de 1889  | Presidente eleito em sufrágio indireto                                                                |
| Período Republicano (1889-Atualidade)                                                           |                                     |                         |                                                  |                          |                         | |
| 30                                                                                              | Francisco Tolentino de Sousa        |                         | Partido Republicano Catarinense PRC              | 20 de Novembro de 1889   | 15 de Agosto de 1892    | Presidente eleito em sufrágio interno                                                                 |
| 31                                                                                              | Eliseu Guilherme da Silva           |                         | Partido Republicano Catarinense PRC              | 16 de Agosto de 1892     | 31 de Dezembro de 1893  | Presidente eleito em sufrágio interno                                                                 |
| 32                                                                                              | Joaquim Elói de Medeiros            |                         | Partido Republicano Progressista PRP             | 1° de Janeiro de 1894    | 4 de Maio de 1896       | Presidente eleito em sufrágio interno                                                                 |
| 33                                                                                              | Luís Antônio Ferreira Gualberto     |                         | Partido Republicano Catarinense PRC              | 5 de Maio de 1896        | 31 de Janeiro de 1898   | Presidente eleito em sufrágio interno                                                                 |
| 34                                                                                              | Antônio Carneiro                    |                         | Partido Republicano Catarinense PRC              | 1° de Fevereiro de 1898  | 13 de Maio de 1901      | Presidente eleito em sufrágio interno                                                                 |
| 35                                                                                              | Antônio Pereira da Silva e Oliveira |                         | Partido Republicano Catarinense PRC              | 14 de Maio de 1901       | 5 de Março de 1905      | Presidente eleito em sufrágio interno                                                                 |
| —                                                                                               | Heitor Teixeira Penteado            |                         | Partido Republicano Progressista PRP             | 6 de Março de 1905       | 14 de Março de 1906     | Vice-Presidente do cargo de titular interinamente                                                     |
| 36                                                                                              | Antônio Pereira da Silva e Oliveira |                         | Partido Republicano Catarinense PRC              | 15 de Março de 1906      | 14 de Março de 1912     | Presidente eleito em sufrágio interno                                                                 |
| —                                                                                               | Gustavo Lebon Régis                 |                         | Partido Republicano Catarinense PRC              | 15 de Março de 1912      | 31 de Dezembro de 1912  | Vice-Presidente do cargo de titular interinamente                                                     |
| 37                                                                                              | João Guimarães Pinho                |                         | Partido Republicano Catarinense PRC              | 1° de Janeiro de 1913    | 28 de Setembro de 1918  | Presidente eleito em sufrágio interno                                                                 |
| —                                                                                               | Dorval Melquíades de Sousa          |                         | Partido Republicano Catarinense PRC              | 29 de Setembro de 1918   | 14 de Março de 1919     | Vice-Presidente do cargo de titular interinamente                                                     |
| 38                                                                                              | João Guimarães Pinho                |                         | Partido Republicano Catarinense PRC              | 15 de Março de 1919      | 17 de Novembro de 1925  | Presidente eleito em sufrágio interno                                                                 |
| 39                                                                                              | Antônio Vicente Bulcão Viana        |                         | Partido Republicano Catarinense PRC              | 18 de Novembro de 1925   | 22 de Novembro de 1930  | Presidente eleito em sufrágio interno, posteriormente deposto pela Revolução de 1930.                 |
| Legislativo Fechado Pela Ditadura Vargas (1930-1935)                                            |                                     |                         |                                                  |                          |                         | |
| 40                                                                                              | Altamiro Guimarães                  |                         | Partido Liberal Catarinense PLC                  | 12 de Abril de 1935      | 10 de Novembro de 1937  | Presidente eleito em sufrágio interno                                                                 |
| Legislativo Fechado Pela Ditadura Vargas (1937-1947)                                            |                                     |                         |                                                  |                          |                         | |
| 41                                                                                              | José Boabaid                        |                         | Partido Social Democrático PSD                   | 26 de Março de 1947      | 31 de Janeiro de 1951   | Presidente eleito                                                                                     |
| 42                                                                                              | Volney Collaço                      |                         | Partido Trabalhista Brasileiro PTB               | 1° de Fevereiro de 1951  | 9 de Abril de 1952      | Presidente eleito                                                                                     |
| 43                                                                                              | Protógenes Vieira                   |                         | Partido Social Democrático PSD                   | 10 de Abril de 1952      | 10 de Abril de 1953     | Presidente eleito no cargo de titular interinamente                                                   |
| 44                                                                                              | Volney Collaço                      |                         | Partido Trabalhista Brasileiro PTB               | 11 de Abril de 1953      | 22 de Fevereiro de 1954 | Presidente eleito de volta ao cargo de titular                                                        |
| 45                                                                                              | Oswaldo Cabral                      |                         | União Democrática Nacional UDN                   | 23 de Fevereiro de 1954  | 14 de Fevereiro de 1955 | Presidente eleito                                                                                     |
| 46                                                                                              | Brás Joaquim Alves                  |                         | Partido Trabalhista Brasileiro PTB               | 15 de Fevereiro de 1955  | 30 de Janeiro de 1956   | Presidente eleito                                                                                     |
| 47                                                                                              | Paulo Konder Bornhausen             |                         | União Democrática Nacional UDN                   | 31 de Janeiro de 1956    | 30 de Janeiro de 1957   | Presidente eleito                                                                                     |
| 48                                                                                              | Ruy Hülse                           |                         | União Democrática Nacional UDN                   | 31 de Janeiro de 1957    | 31 de Dezembro de 1957  | Presidente eleito                                                                                     |
| 49                                                                                              | José de Miranda Ramos               |                         | Partido Trabalhista Brasileiro PTB               | 1° de Janeiro de 1958    | 15 de Março de 1959     | Presidente eleito                                                                                     |
| 50                                                                                              | Brás Joaquim Alves                  |                         | Partido Trabalhista Brasileiro PTB               | 16 de Março de 1959      | 30 de Janeiro de 1961   | Presidente eleito                                                                                     |
| 51                                                                                              | João Estivalet Pires                |                         | Partido Social Democrático PSD                   | 31 de Janeiro de 1961    | 14 de Março de 1963     | Presidente eleito                                                                                     |
| 52                                                                                              | Ivo Silveira                        |                         | Partido Social Democrático PSD                   | 15 de Março de 1963      | 28 de Janeiro de 1966   | Presidente eleito                                                                                     |
| 53                                                                                              | Lecian Slovinski                    |                         | Aliança Renovadora Nacional ARENA                | 29 de Janeiro de 1966    | 14 de Fevereiro de 1969 | Presidente eleito                                                                                     |
| 54                                                                                              | Elgydio Lunardi                     |                         | Aliança Renovadora Nacional ARENA                | 15 de Fevereiro de 1969  | 31 de Dezembro de 1969  | Presidente eleito                                                                                     |
| 55                                                                                              | Pedro Colin                         |                         | Aliança Renovadora Nacional ARENA                | 1° de Janeiro de 1970    | 31 de Dezembro de 1970  | 1.º Vice-Presidente no cargo devido a renúncia do titular                                             |
| 56                                                                                              | Nelson Pedrini                      |                         | Aliança Renovadora Nacional ARENA                | 1° de Janeiro de 1971    | 14 de Março de 1973     | Presidente eleito                                                                                     |
| 57                                                                                              | Zany Gonzaga                        |                         | Aliança Renovadora Nacional ARENA                | 15 de Março de 1973      | 14 de Março de 1975     | Presidente eleito                                                                                     |
| 58                                                                                              | Epitácio Bittencourt                |                         | Aliança Renovadora Nacional ARENA                | 15 de Março de 1975      | 14 de Março de 1977     | Presidente eleito                                                                                     |
| 59                                                                                              | Waldomiro Colautti                  |                         | Aliança Renovadora Nacional ARENA                | 15 de Março de 1977      | 14 de Março de 1979     | Presidente eleito                                                                                     |
| 60                                                                                              | Moacir Bértoli                      |                         | Aliança Renovadora Nacional ARENA                | 15 de Março de 1979      | 31 de Janeiro de 1981   | Presidente eleito                                                                                     |
| 61                                                                                              | Epitácio Bittencourt                |                         | Partido Democrático Social PDS                   | 1° de Fevereiro de 1981  | 1° de Fevereiro de 1983 | Presidente eleito                                                                                     |
| 62                                                                                              | Júlio César                         |                         | Partido Democrático Social PDS                   | 2 de Fevereiro de 1983   | 14 de Março de 1985     | Presidente eleito                                                                                     |
| 63                                                                                              | Stélio Boabaid                      |                         | Partido do Movimento Democrático Brasileiro PMDB | 15 de Março de 1985      | 30 de Maio de 1987      | Presidente eleito                                                                                     |
| 64                                                                                              | Juarez Furtado                      |                         | Partido do Movimento Democrático Brasileiro PMDB | 31 de Maio de 1987       | 31 de Janeiro de 1989   | Presidente eleito                                                                                     |
| 65                                                                                              | Heitor Sché                         |                         | Partido Democrático Social PDS                   | 1° de Fevereiro de 1989  | 31 de Janeiro de 1991   | Presidente eleito                                                                                     |
| 66                                                                                              | Otávio Gilson dos Santos            |                         | Partido Democrático Social PDS                   | 1° de Fevereiro de 1991  | 31 de Janeiro de 1993   | Presidente eleito                                                                                     |
| 67                                                                                              | Ivan Ranzolin                       |                         | Partido Progressista Reformador PPR              | 1° de Fevereiro de 1993  | 31 de Janeiro de 1994   | Presidente eleito                                                                                     |
| 68                                                                                              | Pedro Bittencourt Neto              |                         | Partido da Frente Liberal PFL                    | 1° de Fevereiro de 1994  | 31 de Janeiro de 1995   | 1.º Vice-Presidente no cargo devido a renúncia do titular em cumprimento a acordo partidário          |
| 68                                                                                              | Pedro Bittencourt Neto              | 1° de Fevereiro de 1995 | Partido da Frente Liberal PFL                    | 31 de Janeiro de 1997    | Presidente reeleito     | |
| 69                                                                                              | Francisco Küster                    |                         | Partido da Social Democracia Brasileira PSDB     | 1° de Fevereiro de 1997  | 16 de Fevereiro de 1998 | Presidente eleito                                                                                     |
| 70                                                                                              | Neodi Saretta                       |                         | Partido dos Trabalhadores PT                     | 16 de Fevereiro de 1998  | 31 de Janeiro de 1999   | 1.º Vice-Presidente no cargo devido a renúncia do titular em cumprimento a acordo partidário          |
| 71                                                                                              | Gilmar Knaesel                      |                         | Partido Progressista Brasileiro PPB              | 1° de Fevereiro de 1999  | 31 de Janeiro de 2001   | Presidente eleito                                                                                     |
| 72                                                                                              | Onofre Agostini                     |                         | Partido da Frente Liberal PFL                    | 1° de Fevereiro de 2001  | 31 de Janeiro de 2003   | Presidente eleito                                                                                     |
| 73                                                                                              | Volnei Morastoni                    |                         | Partido dos Trabalhadores PT                     | 1° de Fevereiro de 2003  | 31 de dezembro de 2004  | Presidente eleito                                                                                     |
| 74                                                                                              | Onofre Agostini                     |                         | Partido da Frente Liberal PFL                    | 1° de janeiro de 2005    | 31 de Janeiro de 2005   | 1.º Vice-Presidente no cargo devido a renúncia do titular que foi eleito Prefeito Municipal de Itajaí |
| 75                                                                                              | Júlio Garcia                        |                         | Partido da Frente Liberal PFL                    | 1 de Fevereiro de 2005   | 31 de Janeiro de 2008   | Presidente eleito e reeleito                                                                          |
| 76                                                                                              | Jorginho Mello                      |                         | Partido da Social Democracia Brasileira PSDB     | 1° de Fevereiro de 2009  | 31 de Janeiro de 2010   | Presidente eleito                                                                                     |
| 77                                                                                              | Gelson Merisio                      |                         | Democratas DEM                                   | 1° de Fevereiro de 2010  | 31 de Janeiro de 2011   | 1.º Vice-Presidente no cargo devido a renúncia do titular em cumprimento a acordo partidário          |
| 77                                                                                              | Gelson Merisio                      | 1° de Fevereiro de 2011 | Democratas DEM                                   | 31 de Janeiro de 2013    | Presidente reeleito     | |
| 78                                                                                              | Joares Ponticelli                   |                         | Partido Progressista PP                          | 1° de Fevereiro de 2013  | 2 de Fevereiro de 2014  | Presidente eleito                                                                                     |
| 79                                                                                              | Romildo Titon                       |                         | Partido do Movimento Democrático Brasileiro PMDB | 3 de Fevereiro de 2014   | 26 de Fevereiro de 2014 | 1.º Vice-Presidente no cargo devido a renúncia do titular, afastado do cargo em 26/02/2014            |
| —                                                                                               | Joares Ponticelli                   |                         | Partido Progressista PP                          | 26 de Fevereiro de 2014  | 7 de Outubro de 2014    | 1.º Vice-Presidente no cargo devido o afastamento do titular                                          |
| —                                                                                               | Romildo Titon                       |                         | Partido do Movimento Democrático Brasileiro PMDB | 7 de Outubro de 2014     | 31 de Janeiro de 2015   | Reassumiu o cargo                                                                                     |
| 80                                                                                              | Gelson Merisio                      |                         | Partido Social Democrático PSD                   | 1° de Fevereiro de 2015  | 31 de Janeiro de 2017   | Presidente eleito                                                                                     |
| 81                                                                                              | Silvio Dreveck                      |                         | Partido Progressista PP                          | 1° de Fevereiro de 2017  | 6 de Fevereiro de 2018  | Presidente eleito                                                                                     |
| 82                                                                                              | Aldo Schneider                      |                         | Movimento Democrático Brasileiro MDB             | 6 de Fevereiro de 2018   | 19 de Agosto de 2018    | 1.º Vice-Presidente no cargo devido a renúncia do titular em cumprimento a acordo partidário          |
| —                                                                                               | Silvio Dreveck                      |                         | Progressistas PP                                 | 19 de Agosto de 2018     | 31 de Janeiro de 2019   | 1.º Vice-Presidente no cargo devido o falecimento do titular                                          |
| 83                                                                                              | Júlio Garcia                        |                         | Partido Social Democrático PSD                   | 1° de Fevereiro de 2019  | 31 de Janeiro de 2021   | Presidente eleito                                                                                     |
| 84                                                                                              | Mauro de Nadal                      |                         | Movimento Democrático Brasileiro MDB             | 1.º de Fevereiro de 2021 | 31 de Janeiro de 2022   | Presidente eleito                                                                                     |
| 85                                                                                              | Moacir Sopelsa                      |                         | Movimento Democrático Brasileiro MDB             | 1.º de Fevereiro de 2022 | 31 de Janeiro de 2023   | Presidente eleito                                                                                     |
| 86                                                                                              | Mauro de Nadal                      |                         | Movimento Democrático Brasileiro MDB             | 1.º de Fevereiro de 2023 | à atualidade            | Presidente eleito                                                                                     |